# أركاد
أركاد (بالإنجليزية: Arcade, Georgia)‏ هي مدينة تقع في مقاطعة جاكسون بولاية جورجيا في الولايات المتحدة. تبلغ مساحة هذه المدينة 16.8 (كم²)، وترتفع عن سطح البحر 267 م، بلغ عدد سكانها 1786 نسمة في عام 2010 حسب إحصاء مكتب تعداد الولايات المتحدة.

## وصلات خارجية
- Cities & Counties - Georgia.gov